# 퉁퉁마디
퉁퉁마디(학명: Salicornia europaea)는 한해살이풀로서 줄기의 높이는 15-35cm 가량이다. 줄기는 마디가 많고, 가지는 마주나며 원기둥 모양으로 살이 많은데, 처음에는 짙은 녹색이었다가 가을이 되면 홍적색으로 변한다. 잎은 없으며 8-9월경이 되면 녹색꽃이 수상 꽃차례를 이루면서 가지 끝에 달린다. 함초(鹹草)라고도 한다.

## 서식
지중해 지방이 원산지로 주로 바닷가에서 자라며, 대한민국에서는 전북특별자치도·경기도·황해도, 평안남도 등지에 분포하고 있으며, 전 세계 해안지대 염습지에 분포한다.

## 주요 성분
함초에는 콜린(Choline)과 비테인(Betain), 식이섬유 및 미네랄 등이 포함돼 간의 독소 해소와 지방간 치유, 면역기능 증강 등에 효능이 있는 것으로 알려지고 있다.